# Jaan Rääts
Jaan Rääts (Tartu, 1932. október 15. – 2020. december 25.) észt zeneszerző.

## Életútja
A Tartui Zeneiskolában zongorát tanult, majd 1957-ben a Tallinni Állami Konzervatóriumban szerzett diplomát Mart Saar és Heino Eller tanítványaként. 1955 és 1966 között az Észt Rádió hangrendezőjeként, 1966 és 1974 között az Észt Televízió zenei műsorainak főszerkesztőjeként dolgozott. 1974 és 1993 között az Észt Zeneszerzők Szövetségének elnöke volt.
1968 és 1970 között, illetve 1974 és 2003 között az Észt Zeneakadémián tanított.
Tanítványai voltak többek között: között van Raimo Kangro, Mihkel Kerem, Avi Benjamin Nedzvetski, Kerri Kotta, Katrin Aller, Erkki-Sven Tüür, Rauno Remme, Tõnu Kõrvits, Tõnis Kaumann és Timo Steiner.

## Művei

### Zongorára
- Sonata No. 1, Op. 11 No. 1 (1959)
- Sonata No. 2, Op. 11 No. 2 (1959)
- Sonata No. 3, Op. 11 No. 3 (1959)
- Sonata No. 4, Op. 36 "Quasi Beatles" (1969)
- Sonata No. 5, Op. 55
- Sonata No. 6, Op. 57
- Sonata No. 7, Op. 61
- Sonata No. 8, Op. 64
- Sonata No. 9, Op. 76 (1985, rev. 2014)
- Sonata No. 10, Op. 114 (2000, rev. 2014)
- 24 Preludes for piano, Op. 33 (1968)
- 24 Bagatelles for piano, Op. 50
- 24 prelüüdi eesti rahvaviisidele [24 észt prelüd] for piano, Op. 60 (1977)
- 24 Marginalia for piano, Op. 65 (1982)
- 24 Estonian Preludes for piano, Op. 80
- 24 Estonian Preludes for piano, Op. 83
- 4 for piano, Op. 125
- Prelüüd for piano, Op. 128 (2014)

#### Két zongorára
- 24 marginalia, for 2 pianos, Op. 68
- Sonata for 2 pianos, Op. 82 (1990)

### Kamarazene
- Meditation on a theme by Mozart for solo violin, Op. 94
- Pala kadentsiga (Piece with a Cadenza) for viola and piano (1981)
- Work for recorder in F major, Op. 103

#### Gitárral
- Allegro for violin and guitar, Op. 93
- Music without title, for flute and guitar, Op. 107
- Trio for guitar, piano and percussion, Op. 121

#### Triók és kvartettek
- Trio No. 2, Op. 17
- Trio No. 4, Op. 56
- Trio No. 6, Op. 81
- Trio No. 7, Op. 125
- Kaleidoskopische, Études for clarinet, cello and piano, Op. 97
- 6 String Quartets (1955-1983)
- 3 Piano Quintets (1957-1970)
- Quintet No. 3, Op. 38 (1970)
- Variations on a theme by Hanns Eisler for recorder, violin, cello, piano and harpsichord, Op. 62 (1978)
- Sextet for piano and winds, Op. 46 (1972)
- Sextet for 2 pianos and string quartet, Op. 84 (1990)
- Sextet for strings, Op. 98 (1997)
- Nonet, Op. 29 (1967)

### Zenekari művek
- Symphony No. 1, Op. 3 (1957)
- Symphony No. 2, Op. 8 (1958, rev. 1987 as Op. 79)
- Symphony No. 3, Op. 10 (1959)
- Symphony No. 4, Op. 13: Cosmique (1959)
- Symphony No. 5, Op. 28 (1966)
- Symphony No. 6, Op. 31 (1967)
- Symphony No. 7, Op. 47 (1972)
- Symphony No. 8, Op. 74 (1985)
- Ode for the first cosmonaut, symphonic poem Op. 14 (1961)
- Concerto for chamber orchestra No. 1, Op. 16 (1961)
- Concerto for chamber orchestra No. 2, Op. 78 (1987)
- Viis eskiisi reekviemile [5 sketches for a Requiem], Op. 100 (1996–97)
- Intrada for chamber orchestra, Op. 102 (1997) dedicated to the conductor Tõnu Kaljuste.

### Balettzene
- Virumaa: Suite for string orchestra and piano, Op. 115 (2000)

### Versenyművek
- Concerto for violin No. 1 and chamber orchestra with piano, Op. 21 (1963)
- Concerto for violin No. 2 and chamber orchestra with harpsichord, Op. 63 (1979)
- Concerto for violin No. 3 and chamber orchestra, Op. 96 (1995, Florian Meierott német hegedűművésznek ajánlva); Violin and organ version, Op. 96b
- Concerto for piano No. 1, Op. 34 (1968)
- Concerto for piano No. 2, Op. 70 (1983)
- Concerto for piano No. 3, Op. 83 (1990)
- Concerto for 2 pianos and orchestra, Op. 77 (1986)
- Concertino for piano and chamber orchestra, Op. 9 (1958)
- Concerto for piano and chamber orchestra, Op. 41 (1971)
- Concerto for cello No. 1, Op. 27 (1966)
- Concerto for cello No. 2, Op. 43 (1971)
- Concerto for cello No. 3, Op. 99 (1997)
- Concerto for guitar, string orchestra and prepared piano, Op. 88 (1992)
- Concerto for flute, guitar and orchestra, Op. 117 (2000)
- Concerto for 5, 3 trumpets, guitar, percussion and string orchestra with piano, Op. 120 (2002)
- Concerto for trumpet, piano and string orchestra, Op. 92 (1993)
- Concerto for violin and guitar (1998)
- Concerto for 2 guitars (1999)

### Vokális zene
- Spring, oratorio on a Maïakovski text for children's choir and orchestra, Op. 15 (1961)
- Karl Marx, for speaking voice, choir and orchestra, Op. 18 (1962–64)
- School Cantata, for children's choir and orchestra, Op. 32 (1968)

## Filmzenék
- Roosa kübar (1963, rövidfilm)
- Suusamatk (1964, dokumentum-rövidfilm)
- Kivine hällilaul (1965, dokumentum-rövidfilm)
- Hívás a 03-on (Null kolm) (1965)
- Supernoova (1965)
- Tütarlaps mustas (1967)
- Viini postmark (1967)
- Gladiaator (1969)
- Tuulevaikus (1971)
- Väike reekviem suupillile (1972)
- Ohtlikud mängud (1974)
- Az élet és a szerelem ideje (Aeg elada, aeg armastada) (1977)
- Pihlakaväravad (1982)